# Tiririca
Francisco Everardo Oliveira Silva (Itapipoca, 1 de maio de 1965), conhecido pelo nome artístico de Tiririca, é um cantor, compositor, palhaço, humorista e político brasileiro, filiado ao Partido Liberal (PL).
Tiririca, como forma de protesto, foi eleito deputado federal por São Paulo, tendo sido o quinto deputado mais votado em toda a história do Brasil, atrás de Eduardo Bolsonaro, Enéas Carneiro, Nikolas Ferreira e Celso Russomanno.

## Biografia

### Circo
Aos oito anos, começou a trabalhar em circo na cidade natal Itapipoca, onde atuava como palhaço e a alcunha de Tiririca o acompanha desde a infância, devido à personalidade muito forte de que gozava. O apelido foi dado pela mãe que costumava dizer que o filho vivia "tiririca da vida", quando era mal-humorado ou zangado.  Frase mais famosa: "Ora menino, só sendo menino mesmo, menino!" Nesta época, as apresentações de Tiririca em barracas — espécies de pequenos circos, eram muito comuns no Nordeste do Brasil. Tiririca viveu por muito tempo em Cascavel, Pindoretama, Aquiraz e outras cidades do litoral leste do Ceará, onde tinha seus pequenos circos que animavam as cidades e países.

### Música
Devido ao grande sucesso alcançado nesses espetáculos, os barraqueiros da região se cotizaram e pagaram as primeiras mil cópias do CD de estreia, que bateu índices recordes de vendagem mais de 1,5 milhão de cópias, isso graças à exaustiva execução nas rádios da canção de estilo regional nordestino "Florentina", no repertório deste. Distribuída inicialmente pelas regiões de Juazeiro do Norte e Pernambuco, pouco tempo depois a música se tornou conhecida nacionalmente. A gravadora Sony Music comprou o disco e o lançou nacionalmente. Tiririca também bateu recordes de audiência em programas televisivos, que anteriormente pertenciam ao grupo Mamonas Assassinas e outra canção que obteve relevante sucesso foi Eu Sou Chifrudo.  O primeiro CD também causou muita polêmica, pois continha a canção Veja os cabelos dela, considerada por muitos como racista. Não obstante, os discos foram apreendidos, a execução das canções pelas rádios foi proibida e Tiririca foi processado por racismo. Ao fim, ele acabou sendo absolvido da acusação. A canção Florentina foi acusada ser um plágio de Catarina do Trio Mineiro. Em 1997, gravou o segundo CD (Tiririca), com destaque para as canções O Padroeiro do Ceará, Índia e Ele é Corno mas é meu Amigo. Depois de um breve afastamento da mídia motivado por problemas pessoais, ressurge em 1999 com o lançamento do terceiro CD (Dança da Rapadura), lançado pela independente Indie Records. O maior sucesso do disco foi a canção Casado com uma Viúva. Outra gravação de Tiririca foi a canção "Índia", de Cascatinha e Inhana. A grande diferença, porém, é que durante a gravação inteira Tiririca só cantou a primeira frase da letra original: "Índia seus cabelos". Em 1998, o cantor foi preso em Minas Gerais, acusado de agredir sua esposa Rogéria Márcia da Silva, no dia seguinte, Rogéria tirou a queixa e o cantor foi liberado.

### TV

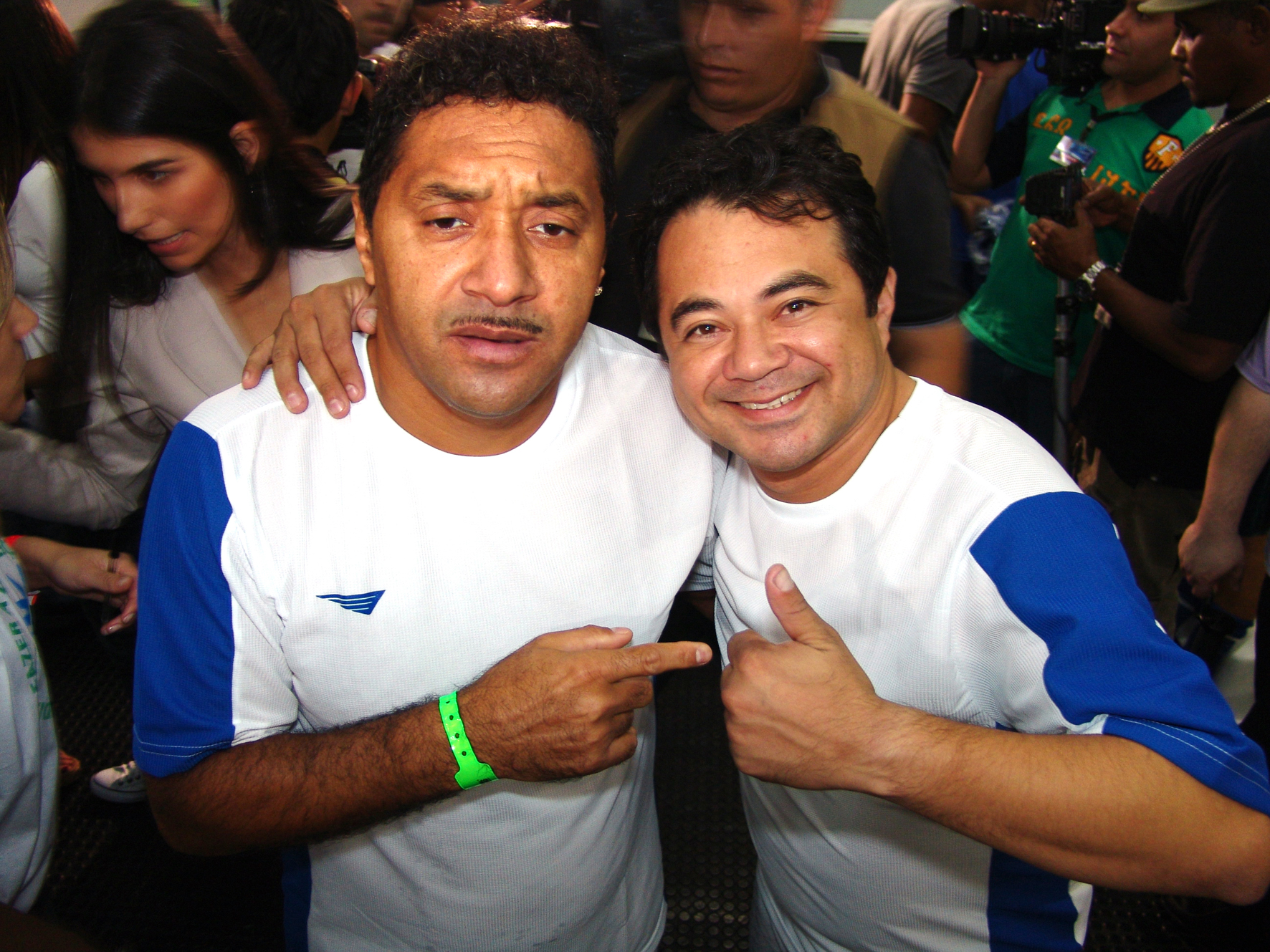
Tiririca e o humorista Shaolin.

Com sua carreira musical em declínio, em 1997, Tiririca abandonou temporariamente sua carreira musical e estreou na TV, estrelando o programa humorístico Vila do Tiririca, na extinta Rede Manchete. No ano seguinte, ingressou na RecordTV, onde fez parte do elenco fixo do humorístico Escolinha do Barulho. Posteriormente, transferiu-se para o SBT, onde tinha um quadro fixo no programa A Praça é Nossa. Lançou o CD Alegria do Forró e retornou à Record, onde participava do programa Show do Tom, apresentado pelo também humorista Tom Cavalcante até ser eleito em 2010. Em 2015, ele assinou contrato com o Pânico na Band, no lugar de Wellington Muniz (o Ceará).

### Política

#### Primeira eleição e mandato
No dia 3 de outubro de 2010, Tiririca tornou-se o Deputado Federal mais votado do Brasil das eleições deste ano, eleito pelo estado de São Paulo com 1 348 295 (6,35%) votos. Especialistas afirmaram que tal fenômeno pode ser explicado por voto de protesto.
Sua campanha e eleição foram marcadas por polêmicas. Tiririca lançou sua candidatura para deputado federal pelo estado de São Paulo por meio do Partido da República. Utilizou bordões como "O que é que faz um deputado federal? Na realidade, eu não sei. Mas vote em mim que eu te conto", e "Pior do que tá não fica, vote Tiririca". Tais bordões debochados levaram um candidato a deputado estadual a representá-lo junto ao Ministério Público Eleitoral, sob o fundamento de que estaria afrontando o Congresso Nacional e o poder público em geral. A representação, contudo, foi arquivada.
Posteriormente, Tiririca foi apontado como analfabeto pela Revista Época, condição essa que impediria uma candidatura. Acusado de falsificação, Tiririca confessou que não escreveu a declaração de escolaridade de próprio punho, como exige a legislação eleitoral, mas teria sido ajudado por sua mulher. Em 30 de outubro de 2010, a defesa de Tiririca alegou que ele sofreria de Transtorno de Desenvolvimento da Expressão Escrita, uma deficiência motora que o impediria de segurar uma caneta com firmeza. A defesa afirmou que Tiririca contou com o auxílio de sua mulher para escrever de próprio punho a declaração de alfabetização, exigência da lei eleitoral brasileira. A mulher de Tiririca teria apoiado sua mão sobre a mão do marido para ajudá-lo a firmar a caneta no momento da redação. Segundo a defesa, por causa da deficiência, Tiririca também estaria impossibilitado de fazer testes de escrita. Todavia, tal explicação contradiz o vídeo gravado pela Revista Época em setembro, que deu origem às suspeitas de analfabetismo. As imagens mostram Tiririca dando autógrafo a um fã. Em pé, de improviso, Tiririca segura um caderno com a mão esquerda e rabisca uma assinatura circular com a mão direita. O humorista ainda desenha o que seriam as letras de seu nome. No vídeo, ele não demonstra nenhum sinal de dificuldade para segurar a caneta.
No dia 11 de novembro de 2010, Tiririca foi submetido a testes de leitura e escrita em audiência na Justiça Eleitoral (1ª Zona Eleitoral de São Paulo). Durante o teste, Tiririca leu o título e o subtítulo de duas páginas de um jornal. Também foi submetido a um ditado, de trecho do livro 'Justiça eleitoral – uma retrospectiva'. Teve de reproduzir o seguinte trecho: “A promulgação do Código Eleitoral, em fevereiro de 1932, trazendo como grandes novidades a criação da Justiça Eleitoral”. Na ocasião, o Ministério Público oficiou pela impugnação da candidatura, tendo em vista que o candidato não teria alcançado 30% do desempenho mínimo desejável. No entanto, o juiz eleitoral que convocou o teste constatou, em dezembro de 2010, que Tiririca tinha certa dificuldade em escrever, mas a limitação era “irrelevante” porque a Justiça Eleitoral só considera inelegíveis os analfabetos absolutos, e não os funcionais. A promotoria recorreu da decisão e após Tiririca ter sido diplomado e assumido a vaga de Deputado Federal em 2011, o caso foi para o Supremo Tribunal Federal, já que Tiririca passou a ter foro por prerrogativa de função. Em 21 de novembro de 2013, o STF concluiu que Tiririca é alfabetizado e a denúncia do Ministério Público foi arquivada.
Em 17 de dezembro, o candidato foi o primeiro a ser diplomado na Assembleia Legislativa em São Paulo. Tiririca foi aplaudido pelas pessoas que estavam nas galerias. Afirmou pretender focar seus projetos nas áreas de educação e cultura, na defesa de artistas circenses em geral e ciganos. Tiririca integrou a Comissão de Educação e Cultura da Câmara dos Deputados.
Em abril de 2011 se envolveu em controvérsia ao empregar dois amigos humoristas como assessores, sem obrigá-los a cumprir expediente diário na Câmara e gratificando-os com salário de R$ 8 mil cada.
Em 2012 ele foi cotado como pré-candidato para a prefeitura de São Paulo. No mesmo ano, Tiririca foi um dos 25 indicados ao Prêmio Congresso em Foco, que elege o melhor parlamentar do ano. Tiririca se destacou por ser um dos nove deputados (dentre 513) que participaram de todas as sessões de votação na Câmara em seu mandato.
Em 2013, em um artigo da revista Financial Times, cujo título era "O palhaço brasileiro perdeu o sorriso" (Brazil's clown loses his smile), revelou estar decepcionado com a atuação da casa onde trabalha: "Você passa o dia inteiro fazendo nada, só esperando para votar alguma coisa enquanto as pessoas discutem e discutem". Ainda em 2013, Tiririca foi um dos 15 deputados sem faltas nos dias de votação na Câmara.

#### Reeleições
Em 2014, Tiririca volta a se candidatar à Câmara Federal, pelo mesmo partido, o PR. Foi reeleito com 1 016 796 votos, 336 970 a menos que nas eleições de 2010, sendo o segundo mais bem votado, perdendo apenas para Celso Russomanno (PRB). "Em 2010 ganhei por voto de protesto e 2014 por voto consciente", afirmou na época. Em 2015, Tiririca foi condenado a pagar uma indenização aos cantores Roberto Carlos e Erasmo Carlos por parodiar a música O Portão nas eleições de 2014. Ainda em 2015, surgiu nas redes sociais uma fake news que o apontava como provável sucessor de Dilma Rousseff em caso de impeachment.
Em 2016, Tiririca foi um dos deputados que votaram a favor do pedido de impeachment da presidente Dilma Rousseff.  Já durante o Governo Michel Temer, votou a favor da PEC do Teto dos Gastos Públicos. Em abril de 2017 foi contrário à Reforma Trabalhista. Em agosto de 2017 votou a favor do processo em que se pedia abertura de investigação do então presidente Michel Temer.
Em 6 de dezembro de 2017, o deputado Tiririca anunciou que deixaria a vida pública. Em seu primeiro discurso na Câmara dos Deputados, ele disse que o motivo da sua decisão era a vergonha que sentia por causa da sua participação durante anos na política e no parlamento. Ele afirmou que viu acontecimentos vergonhosos no Congresso, mas recuou asseverando que não pretendia generalizar e que nunca iria falar mal dos ex-colegas. Ele também pediu que os deputados tivessem mais atenção com o povo e declarou que foi vítima de preconceito devido à sua condição de palhaço profissional. Tiririca concluiu assegurando que saía de cabeça erguida, mas que muitos dos deputados que o ouviam não teriam coragem para tanto. Porém, desistiu da ideia. Em 4 de agosto, anunciou oficialmente que concorreria a reeleição como deputado federal pelo PR.
Em 7 de outubro de 2018, Tiririca foi reeleito deputado federal com 453 855 votos, sendo o quinto mais votado. Declarou patrimônio de 480 mil. Votou contra a Reforma da Previdência, sendo o único do seu partido a votar não. Segundo dados do Congresso em Foco, considerando-se até novembro de 2021, foi o deputado do PL (que voltou a usar o nome antigo em 2019) que menos acompanhou as orientações do Governo Bolsonaro em seus votos: 58% das vezes. Neste mês, o então presidente da República Jair Bolsonaro tornou-se colega partidário de Tiririca, filiando-se ao PL.
Em 2 de outubro de 2022, com o número 2255, foi reeleito com 71.754 votos, sendo o elegido com menor votação no Estado de São Paulo, que possui 70 vagas. De "puxador" em outrora, foi "puxado" por votações expressivas de correligionários, como Eduardo Bolsonaro, Carla Zambelli e Ricardo Salles. Em sua propaganda eleitoral, voltou a imitar Roberto Carlos (parodiou reclamação de Roberto com uma pessoa da plateia e ironizou sua mudança de número), que novamente o processou, tendo a ação do cantor sido arquivada pelo ministro do STF Lewandowski. O número (2222) que usava desde seu primeiro pleito, em 2010, foi transferido pelo PL para Eduardo Bolsonaro, o que fez Tiririca, em maio, afirmar que não seria candidato, alegando traição, falta de comunicação oficial e citou que não poderia mudar de legenda em razão do fim da janela partidária. Ao TSE, declarou patrimônio de 26 mil.
Em outubro de 2023, votou a favor da taxação dos "super-ricos".

#### Efeito Tiririca
Em conta do sistema proporcional para eleições de deputado e vereador, a alta votação de um candidato pode "puxar" colegas de partido menos votados. Em 2010, a expressiva votação de protesto que Tiririca recebeu, "carregou" mais três candidatos da sua coligação. Em 2014, ainda com mais de 1 milhão de votos, ajudou a eleger cinco correligionários do PR, sendo que dois não seriam elegidos apenas pelo total de votos. Tal fenômeno recebeu a alcunha de Efeito Tiririca.

#### Mau uso do dinheiro público
Em 2023 foi descoberto que Tiririca gastou R$ 109.725 da cota parlamentar da Câmara com 75 passagens aéreas, além disso usou R$ 251.366 de recursos públicos para reembolsar passagens aéreas compradas pelo gabinete de Tiririca no mesmo ano. O uso de verba pública para Tiririca ir a Fortaleza já havia motivado uma investigação do Ministério Público Federal, em novembro de 2019. Investigação essa que ainda não foi encerrada.

## Filmografia

### Televisão
| Ano     | Título               | Papel              | Emissora  |
| ------- | -------------------- | ------------------ | --------- |
| 1997    | Vila do Tiririca     | Tiririca           | Manchete  |
| 1999–01 | Escolinha do Barulho | Seu Tiririca       | RecordTV  |
| 2003    | Romeu e Julieta      | Conde de Veneza    | SBT       |
| 2004–11 | Show do Tom          | Vários personagens | RecordTV  |
| 2013    | Programa da Tarde    | Ele mesmo          | RecordTV  |
| 2015–16 | Pânico na Band       | Ele mesmo          | Band      |
| 2016–19 | Multi Tom            | Deputado Tiririca  | Multishow |

### Cinema
| Ano  | Título    | Papel       |
| ---- | --------- | ----------- |
| 2007 | O Magnata | Elvis Brown |

## Desempenho eleitoral
| Ano  | Eleição                         | Partido | Cargo            | Votos     | %     | Resultado | Ref    |
| ---- | ------------------------------- | ------- | ---------------- | --------- | ----- | --------- | ------ |
| 2010 | Eleições estaduais em São Paulo | PR      | Deputado Federal | 1.353.820 | 6,99% | Eleito    | [ 55 ] |
| 2014 | Eleições estaduais em São Paulo | PR      | Deputado Federal | 1.016.796 | 5,33% | Eleito    | [ 56 ] |
| 2018 | Eleições estaduais em São Paulo | PR      | Deputado Federal | 453.855   | 2,42% | Eleito    | [ 57 ] |
| 2022 | Eleições estaduais em São Paulo | PL      | Deputado Federal | 71.754    | 0,3%  | Eleito    | [ 58 ] |

## Obras publicadas
- AS PIADAS fantárdigas do Tiririca. São Paulo: Matrix, 2006. Coautor da obra.[59]

## Discografia
| Ano  | Título                        | Gravadora          | Certificação                  |
| ---- | ----------------------------- | ------------------ | ----------------------------- |
| 1996 | Tiririca                      | Sony Music/ Chaos. | 6× Platina[carece de fontes?] |
| 1997 | Tiririca (Padroeiro do Ceará) | Sony Music/ Chaos. | 4× Platina[carece de fontes?] |
| 1999 | Dança da Rapadura             | Indie Records.     | Platina[carece de fontes?]    |
| 2004 | Alegria do Forró              | Independente.      | Ouro[carece de fontes?]       |
| 2013 | Direto de Brasília            | NI/ Independente.  | Ouro[carece de fontes?]       |

## Canções de sucesso
- 1996: "Florentina"
- 1996: "Eu Sou Chifrudo"
- 1997: "O Padroeiro do Ceará"
- 1997: "Ele é corno, mas é meu amigo"

## O Curral
- Em O Curral, quadro do Show do Tom apresentado por Cabritto Jr. (Sátira a Britto Jr.), Tiririca fez Dado Tiribella (Dado Dolabella).[60]
- Em O Curral 2, sátira da segunda edição do reality show A Fazenda, fez Tiririca Bacchi, versão de Karina Bacchi.[61]